# Cărăndeni, Bihor
Cărăndeni este un sat în comuna Lăzăreni din județul Bihor, Crișana, România.
 Acest articol despre o localitate din județul Bihor este deocamdată un ciot. Puteți ajuta Wikipedia prin completarea lui.